# Лігота-Струпінська
Лігота-Струпінська (пол. Ligota Strupińska) — село в Польщі, у гміні Прушиці Тшебницького повіту Нижньосілезького воєводства.
Населення — 109 осіб (2011).
У 1975-1998 роках село належало до Вроцлавського воєводства.

## Демографія
Демографічна структура станом на 31 березня 2011 року:
|          | Загалом | Допрацездатний вік | Працездатний вік | Постпрацездатний вік |
| -------- | ------- | ------------------ | ---------------- | -------------------- |
| Чоловіки | 57      | 17                 | 38               | 2                    |
| Жінки    | 52      | 6                  | 34               | 12                   |
| Разом    | 109     | 23                 | 72               | 14                   |